# Payzac (Ardèche)
Payzac é uma comuna francesa na região administrativa de Auvérnia-Ródano-Alpes, no departamento de Ardèche. Estende-se por uma área de 13,7 km². Em 2010 a comuna tinha 544 habitantes (densidade: 39,7 hab./km²).